# 十九歳
『十九歳』（じゅうきゅうさい）は、NHK総合の「土曜ドラマ」で1989年（平成元年）1月14日から3週にわたり放送された全3話のテレビドラマ。平成最初の土曜ドラマであり、俳優織田裕二のテレビドラマにおける初主演作品でもある。

## あらすじ
問題を起こし、高校を中退してしまった村上大介（織田裕二）を心配した父親の市造（佐藤慶）は、そんな生徒を受け入れている高校を見つけ大介に奨める。父に奨められた一の瀬高校ではバイク通学が認められていることを知った大介は転入を果たすが、そこには大介のもっとも嫌う押さえつけ一辺倒の教師大野（橋爪功）がいた。学校は自宅通学者以外のバイク通学は認めなかったため、寮通学でバイク通学が出来ない大介は反発し、大野に目をつけられる。そんな大介に教師の香月（三浦友和）は体当たりで会話しようとする。バイクが縁で大介が信頼しようとするバイク屋店主の多田（西郷輝彦）は、パリ・ダカールラリーにサポート隊として参加した経験者だった。一方、大阪から来た編入生の国広恵子（長谷川真弓）は淋しげな大介に興味を持ち始める。

## タイトルと視聴率
- 第1回 「編入！俺はダブりの三年生」(13.3%)[2]
- 第2回 「反抗！ヒリヒリするほどいい気分」(9.8%)[2]
- 第3回（最終回）「卒業！親不孝　終ってみると丸裸」(13.2%)[2]

## 登場人物
村上大介
演 - 織田裕二
高校3年生
香月友雄
演 - 三浦友和
教師
市造
演 - 佐藤慶
大介の父
奈津
演 - 吉村実子
大介の母
大野
演 - 橋爪功
教師
川口芙美
演 - マッハ文朱
教師
橋本
演 - 遠藤憲一
教師
多田
演 - 西郷輝彦
バイク店の店主
柾木
演 - 梨本謙次郎
バイク店の店員
国広恵子
演 - 長谷川真弓
高校3年生。男を手玉に取っていた過去が明らかになる。
バーのママ
演 - 風祭ゆき

## スタッフ
- 脚本 - 小山内美江子
- 音楽 - 山本純ノ介
- 制作 - 八木雅次[1]
- 美術 - 田坂光善
- 技術 - 渡辺秀男[1]
- 音響効果 - 今井裕
- 撮影 - 佐藤彰[1]、遠藤信明[1]
- 照明 - 川口栄紀[1]、木下正雄[1]
- 音声 - 佐藤登喜男[1]、永井孝夫[1]
- 演出 - 望月良雄[1]、清水満[1]